# Yap-Inseln
Die Yap-Inseln (in der deutschen Kolonialzeit Jap-Inseln genannt) sind ein im Archipel der Westkarolinen gelegenes Atoll im Pazifik. Sie sind 1250 km von Neuguinea und 820 km von Guam entfernt und gehören politisch zu den Föderierten Staaten von Mikronesien.

## Geographie

### Allgemein
Die Gruppe besteht aus vier größeren vulkanischen und etwa zehn kleinen Koralleninseln, die nah beieinander liegen und von einem gemeinsamen keilförmigen Saumriff umgeben sind. Die vier größeren Inseln sind
- Yap (die Hauptinsel der Inselgruppe) (56,15 km²)
- Gagil-Tomil (28,82 km²)
- Maap (10,64 km²)
- Rumung (4,30 km²)

Die übrigen zehn Inseln
- Bileegiliy (Ruul)
- Biy (Tamil Harbor)
- Dilmeet (Maap)
- Fangaamat (Ruul)
- Garim (Süden)
- Paakeal (Tamil Harbor)
- Qaelik (Süden) (Felsen)
- Ruunguch (Maap)
- Taraang (Tamil Harbor)
- Mitheathow (vor Gagil)

haben nur eine Fläche von zusammengenommen 0,24 km² oder 24 Hektar.
Die bewohnten Inseln der Gruppe sind vulkanischen Ursprungs, hügelig, dicht bewaldet und in den Küstenregionen besiedelt. Die anderen Inseln von Yap sind durchweg kleine und flache unbewohnte Koralleninseln. Das umlaufende Saumriff schließt eine Lagune von 26 km² ein.

### Lage der Inseln
| Inselname               | Koordinaten           | Fläche (km²) | Einwohner | municipality     |
| ----------------------- | --------------------- | ------------ | --------- | ---------------- |
| Yap                     | 09° 31′ N, 138° 06′ O | 56,15        | 4598      | 6 municipalities |
| Gagil-Tomil             | 09° 33′ N, 138° 10′ O | 28,82        | 2094      | 2 municipalities |
| Maap                    | 09° 36′ N, 138° 10′ O | 10,64        | 621       | Maap             |
| Rumung                  | 09° 37′ N, 138° 09′ O | 4,30         | 58        | Rumung           |
| Bileegiliy              | 09° 30′ N, 138° 06′ O | 0,0016       | 0         | Rull             |
| Fangaamat               | 09° 29′ N, 138° 06′ O | 0,14         | 0         | Rull             |
| Garim                   | 09° 27′ N, 138° 05′ O | 0,0018       | 0         | Gilmaan          |
| Biy                     | 09° 31′ N, 138° 08′ O | 0,046        | 0         | Tomil            |
| Taraang                 | 09° 32′ N, 138° 08′ O | 0,0383       | 0         | Fanif            |
| Paakeal                 | 09° 32′ N, 138° 08′ O | 0,0382       | 0         | Fanif            |
| Dilmeet                 | 09° 37′ N, 138° 11′ O | 0,0008       | 0         | Maap             |
| Ruunguch (Pelau Island) | 09° 35′ N, 138° 09′ O | 0,0086       | 0         | Maap             |
| Qaelik                  | 09° 27′ N, 138° 04′ O | 0,0049       | 0         | Gilmaan          |
| Mitheathow              | 09° 34′ N, 138° 12′ O | 0,00064      | 0         | Gagil            |

Das Inselchen Mitheathow, das laut alter Karten nur wenige Meter vor der Nordostküste von Gagil-Tomil liegt, erscheint auf aktuellen Satellitenbildern wegen Mangrovenwachstum als verbunden mit Gagil.

## Geschichte

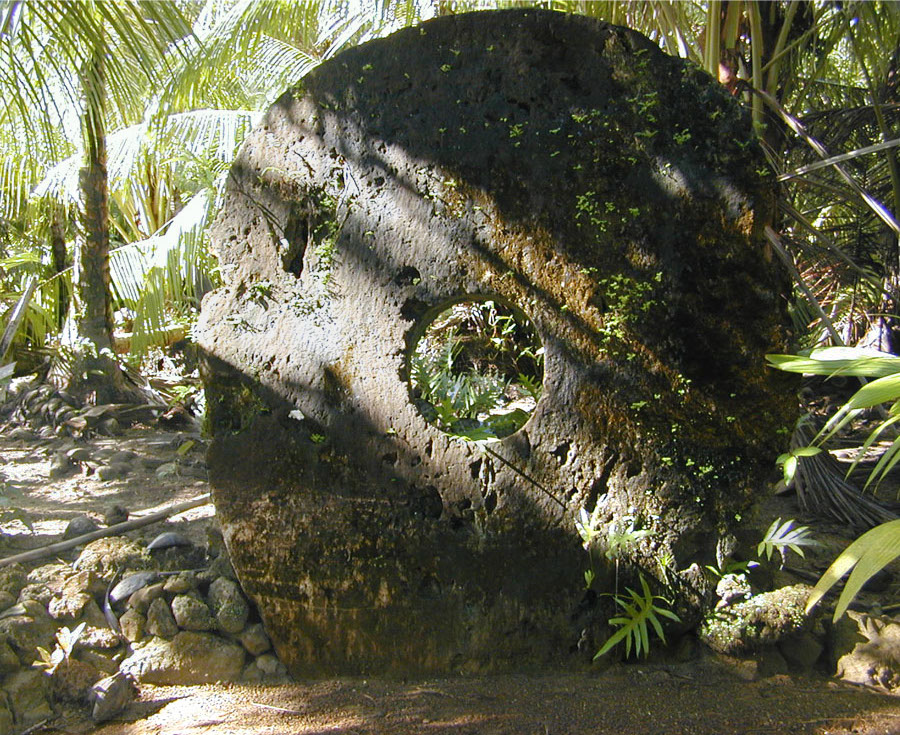
Steingeld (Rai)

Am 15. November 1625 erreichte der niederländische Vizeadmiral Geen Huygen Schapenham mit der Nassauischen Flotte (niederländisch Nassausche vloot), die von 1623 bis 1626 die Welt umrundete, die Insel Yap und kann somit europäischerseits als ihr Entdecker gelten.
1686 entdeckte der Spanier Francesco Lazeano vermutlich die Yap-Inseln, die er zu Ehren des damaligen spanischen Königs Karl II. (1661–1700) – spanisch Carlos II. – „Carolina“ nannte, wodurch schließlich der ganze Archipel seinen Namen bekam. Bis 1899 befanden sich die Inseln im spanischen Kolonialbesitz, danach wurde das Gebiet an das Deutsche Reich verkauft. In den Jahren 1912/13 wurde eine Großfunkstation gebaut, die eine zentrale Rolle im Nachrichtenwesen der Kolonien Deutsch-Neuguinea und Deutsch-Samoa spielte. 1914 wurden die Inseln von japanischen Streitkräften besetzt. Ab 1919 bis 1945 waren die Inseln japanisches Mandatsgebiet, da Japan die Inseln im Friedensvertrag von Versailles zugesprochen wurden. 1945 wurden die Inseln von US-Truppen besetzt. Ab 1947 gehörten die Yap-Inseln zum ozeanischen Treuhandgebiet Pazifische Inseln, das unter Verwaltung der USA stand. 1979 schlossen sich die Yap-Inseln mit anderen (Insel-)Gebieten im Archipel der Karolinen zum heute unabhängigen Inselstaat Föderierte Staaten von Mikronesien (FSM) zusammen. 2007 gab es auf der Insel Yap einen kleinen Ausbruch des Zika-Virus. Die Inseln sind bekannt für außergewöhnlich große Zahlungsmittel aus Stein, die Rai genannt werden.
2025 wurde bekannt, dass Yap durch US-Militärs aufgerüstet wird. Die Andersen Air Force Base auf Guam sei bei Konflikt mit China gefährdet. Deshalb plant man Ausweichflugplätze für Guam. Auch auf Tinian, Rota und Saipan werden Flugplätze aus dem Zweiten Weltkrieg aufgerüstet.

## Verwaltung
Die Yap-Inseln (und noch über 145 kleine Inseln und Atolle) zählen politisch zum Bundesstaat Yap, einem Teilstaat der Föderierten Staaten von Mikronesien (FSM). Die Yap-Inseln werden hierbei Yap Proper und die anderen Atolle und Inseln Outer Islands genannt.
Zehn der 22 Gemeinden (municipalities) des Bundesstaates Yap entfallen auf die Yap-Inseln, davon sechs auf die Hauptinsel Yap, zwei auf die Insel Gagil-Tomil und je eine auf die Inseln Maap und Rumung:
- Yap (Insel)
  - Fanif
  - Weloy
  - Rull
  - Dalipebinau
  - Kanifay
  - Gilmaan
- Gagil-Tomil
  - Gagil
  - Tomil
- Maap
  - Maap
- Rumung
  - Rumung

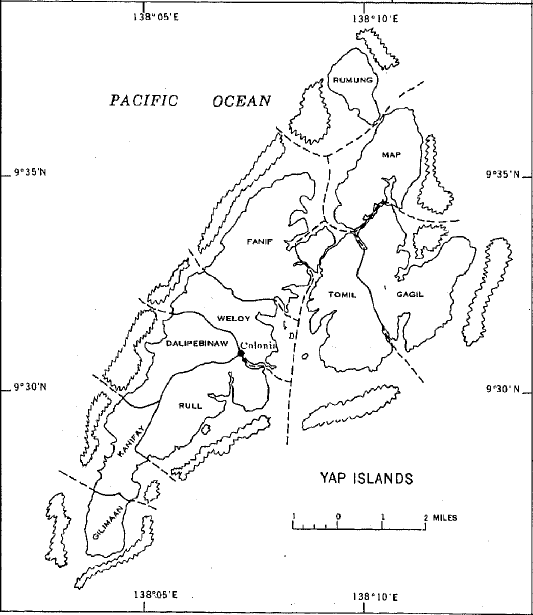
Gemeinden (municipalities) der Yap-Inseln

Diese zehn Gemeinden der Yap-Inseln werden traditionell weiter in Dörfer (villages) untergliedert, insgesamt 129, davon 38 heute unbewohnt.
Colonia, die Hauptstadt des Bundesstaates Yap, liegt an der Ostküste der gleichnamigen Insel Yap und besteht aus den Gemeinden Weloy und Rull.

## Kultur
Der kulturelle Höhepunkt des Jahres ist der „Yap-Tag“, eine in der ersten Märzwoche stattfindende Festveranstaltung, bei der sich Tanzgruppen aus mehreren Dörfern auf der Hauptinsel versammeln. Es ist der wichtigste der vier staatlichen Feiertage und dient der Erhaltung und Wiederbelebung der traditionellen Kultur. Beliebt sind Sitztänze von Frauen und Stocktänze von Männern. 1999 wurde das Fest erstmals auf drei Tage ausgedehnt, mit Kanu-Wettrennen am dritten Tag.